# Даутов, Абдрахман
Абдрахман Даутов (1913 год — дата смерти неизвестна) — старший чабан совхоза «Коммунизм» Чуйского района, Джамбулская область, Казахская ССР. Герой Социалистического Труда (1971).
Происходит из рода Шымыр племени дулат.
Бригада чабанов под руководством Абдрахмана Даутова досрочно выполнила коллективные социалистические обязательства и производственные задания Восьмой пятилетки (1966—1970) по овцеводству. 8 апреля 1971 года Указом Президиума Верховного Совета СССР удостоен звания Героя Социалистического Труда «за выдающиеся успехи, достигнутые в развитии сельскохозяйственного производства и выполнении пятилетнего плана продажи государству продуктов земледелия и животноводства» с вручением ордена Ленина и золотой медали Серп и Молот.